# Sulára
En la mitología talamanqueña, Sulára (en cabécar) o Irìria (en bribri) es la representación de la Niña Tierra, personaje importantísimo involucrado en la creación del mundo. Es hija de Sulá, el señor del inframundo, y Na̱má̱u̱r Si̱á̱u̱r.
Ella habitaba en el inframundo y Sibö necesitaba de ella para crear la tierra. Era atacada constantemente por Dukur Bulú, quien le chupaba la sangre. Gracias a esto, Sibö la descubrió y comenzó a cavilar cómo utilizarla para llevar a cabo el plan de la creación de la tierra. Engañada, su madre fue al oeste con el supuesto Sibö. Entonces, este aprovechó para robarse a la niña, traerla a este mundo y transformarla en la tierra que en la actualidad da el sustento agrícola.